# دنیل دیویسن
دنیل دیویسن (انگلیسی: Daniel Davison؛ زادهٔ ۲۸ ژانویهٔ ۱۹۸۳) موسیقی‌دان اهل ایالات متحده آمریکا است. وی از سال ۱۹۹۷ میلادی تاکنون مشغول فعالیت بوده است.